# Małgorzata Teresa Habsburżanka
Małgorzata Teresa Habsburg, hiszp. Margarita Teresa (ur. 12 lipca 1651 w Madrycie, zm. 12 marca 1673 w Wiedniu) – cesarzowa rzymsko-niemiecka, królowa Czech i Węgier, córka Filipa IV Habsburga – króla Hiszpanii i jego drugiej żony – Marianny Austriackiej (córki cesarza rzymskiego – Ferdynanda III Habsburga i Marii Anny Hiszpańskiej).

## Życiorys
Z powodów politycznych została zaręczona z własnym wujem, cesarzem Leopoldem I Habsburgiem (9 czerwca 1640 – 5 maja 1705), synem cesarza Ferdynanda III i Marii Anny, córki króla Hiszpanii Filipa III. Kiedy miała 14 lat, latem 1666 r., opuściła Madryt i w towarzystwie licznej hiszpańskiej świty udała się do Austrii, gdzie została uroczyście powitana przez swojego przyszłego męża.
Ślub odbył się 5 grudnia 1666 r. w Wiedniu. W lipcu 1668 r., z okazji 17. urodzin cesarzowej, kompozytor Antonio Cesti przedstawił operę Il pomo d’oro ("Złote jabłko"), która była zrealizowana z ogromnym rozmachem, wyróżniającym się nawet na tle innych przykładów opery barokowej.
Małgorzata Teresa zmarła w połogu, w wieku 22 lat. Wcześniej urodziła czworo dzieci:
- Ferdynand Wacław (28 września 1667 w Wiedniu – 13 stycznia 1668), arcyksiążę Austrii
- Maria Antonina (18 stycznia 1669 – 24 grudnia 1692), żona Maksymiliana II Emanuela, elektora Bawarii
- Jan Leopold (ur. i zm. 20 lutego 1670 w Wiedniu), arcyksiążę Austrii
- Maria Anna (9 – 23 lutego 1672 w Wiedniu)

To właśnie Małgorzata Teresa Habsburg jest małą infantką namalowaną przez Diego Velázquez na obrazach Las Meninas (1656) oraz Infanta Margarita (1659).
| 4. Filip III Habsburg     |  |                      |  |  |                               |
|                           |  | 2. Filip IV Habsburg |  |  |                               |
| 5. Małgorzata Austriaczka |  |                      |  |  |                               |
|                           |  |                      |  |  | 1. Małgorzata Teresa Habsburg |
| 6. Ferdynand III Habsburg |  |                      |  |  |                               |
|                           |  | 3. Marianna Habsburg |  |  |                               |
| 7. Maria Anna Habsburg    |  |                      |  |  |                               |
|                           |  |                      |  |  |                               |

## Galeria

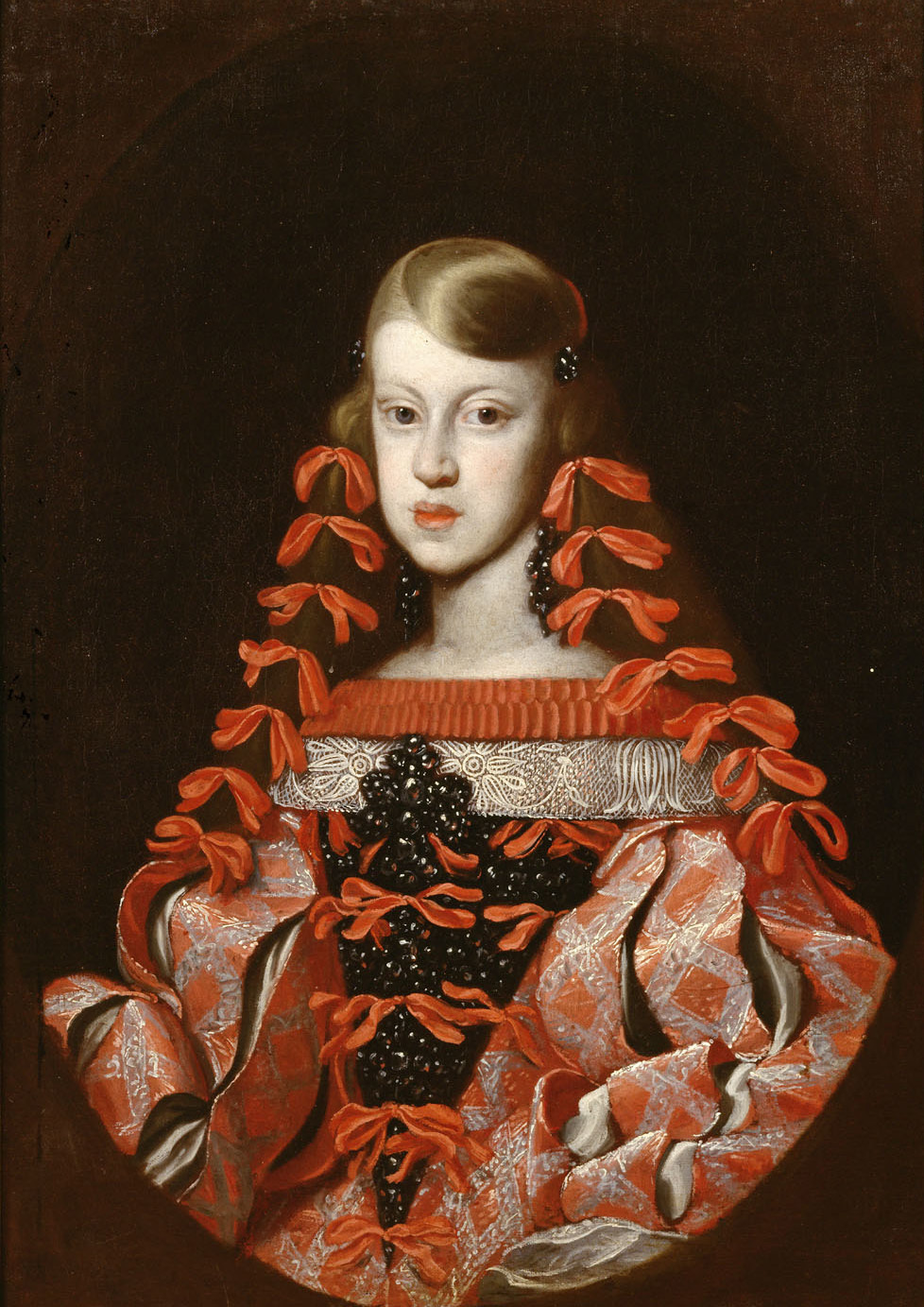
Małgorzata Teresa jako cesarzowa
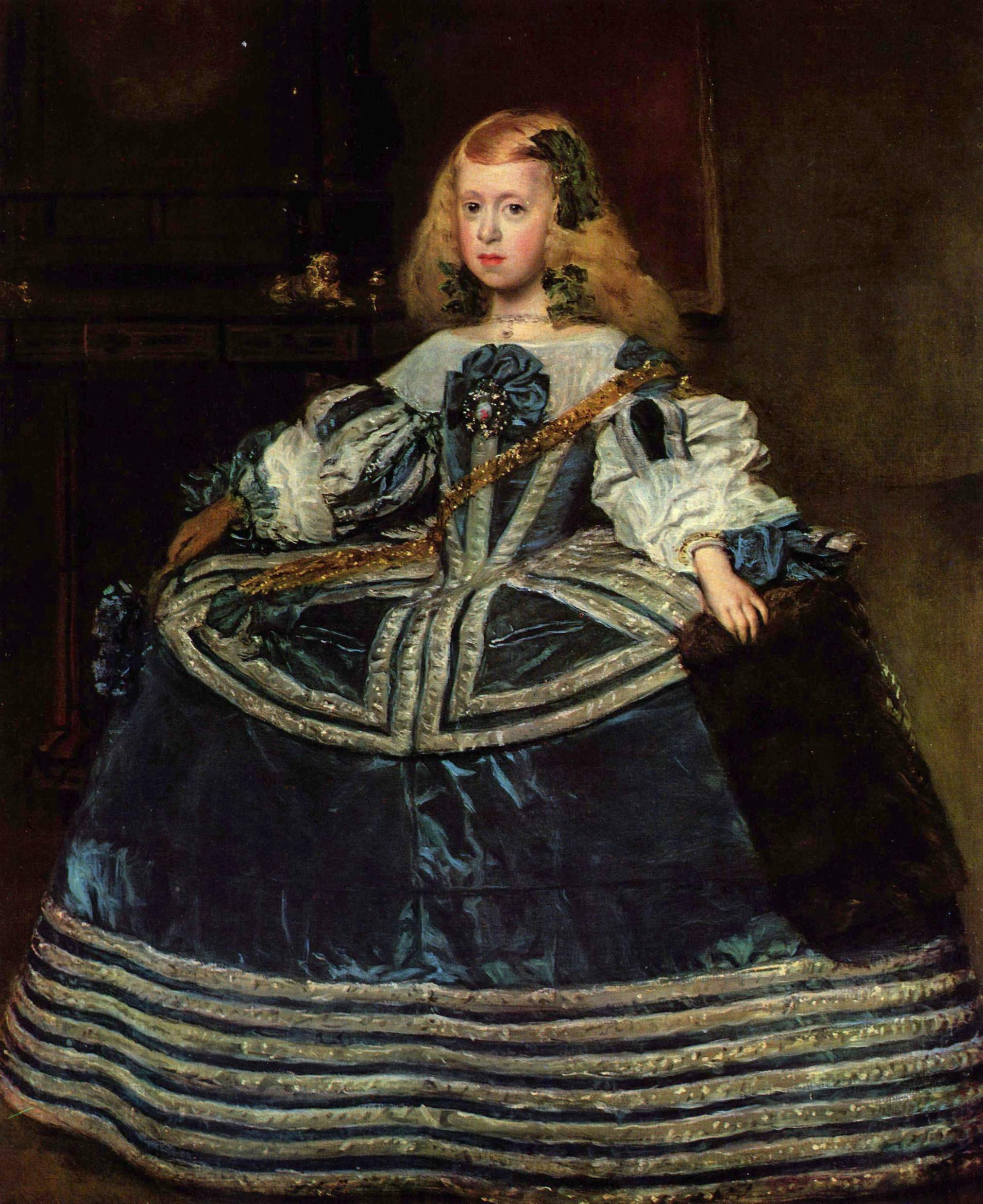
Infanta Margarita, Diego Velazqueza
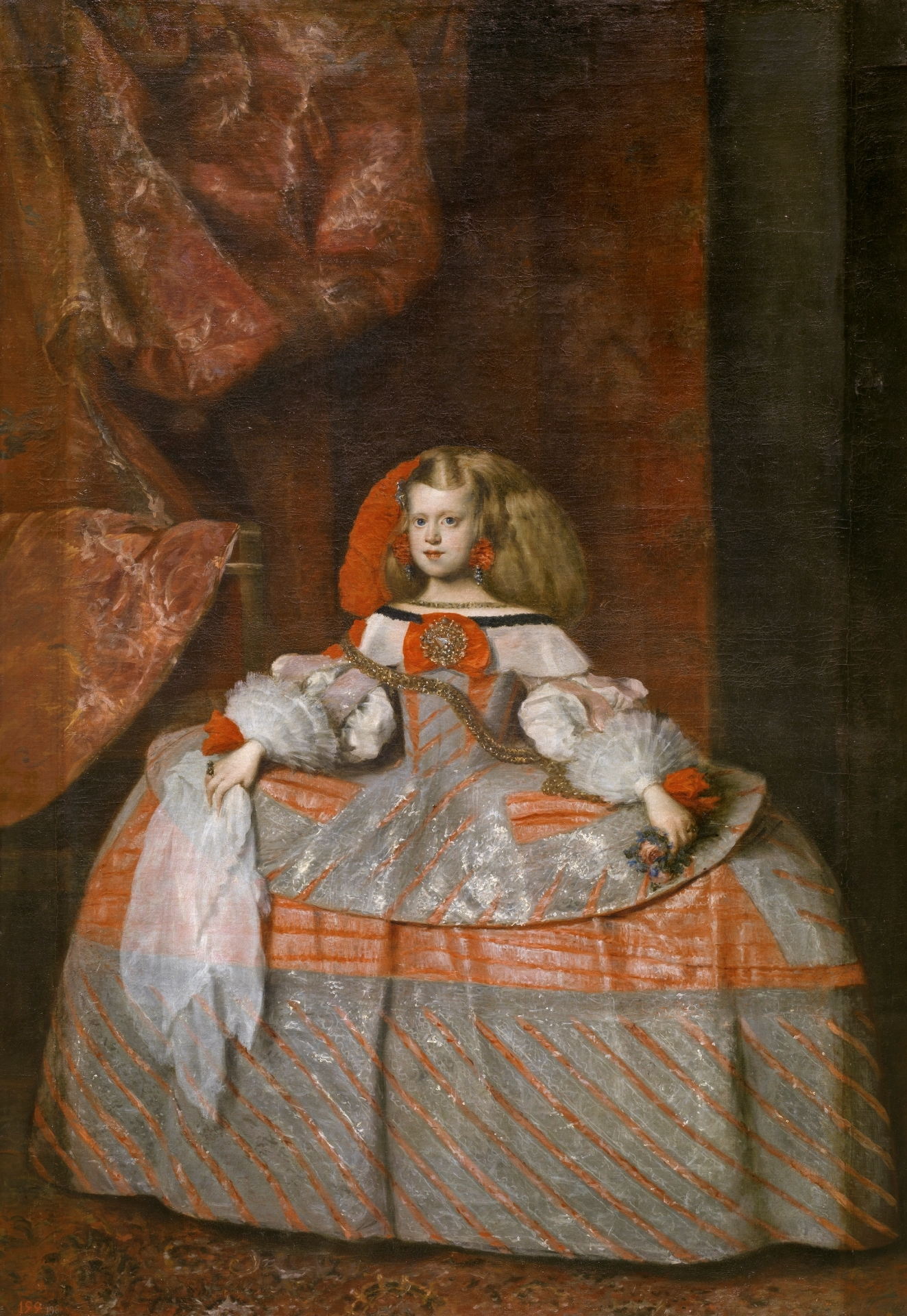
La Infanta Doña Margarita de Austria, obraz z 1660 r.
Panny dworskie, Diego Velazqueza
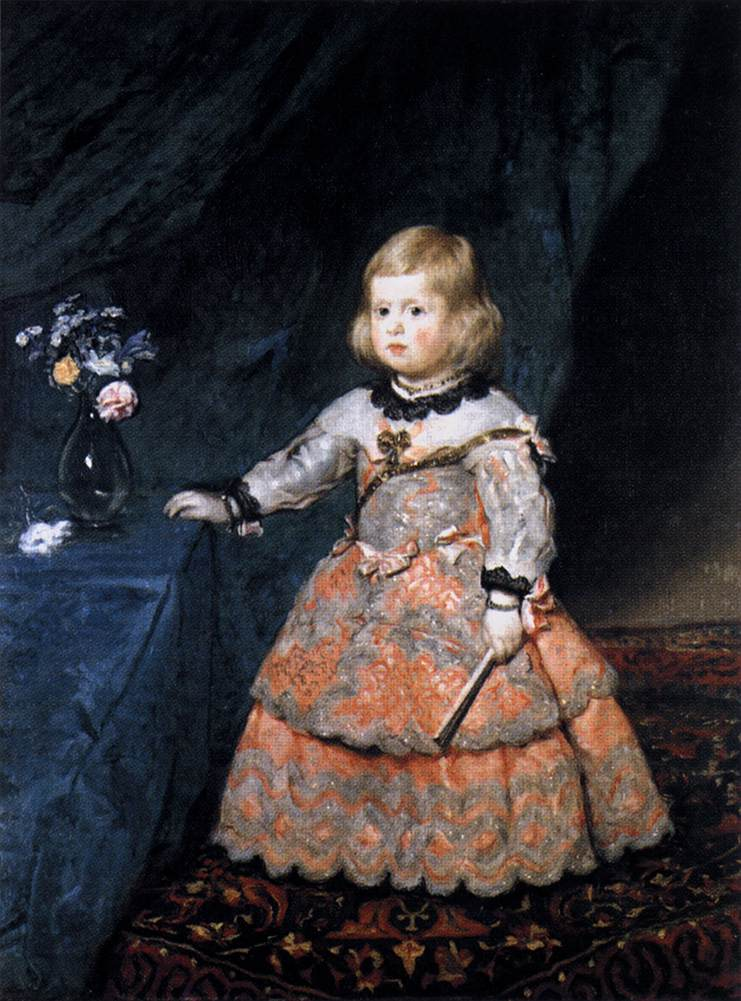
Portret infantki Małgorzaty w wieku dwóch lat, Diego Velazqueza
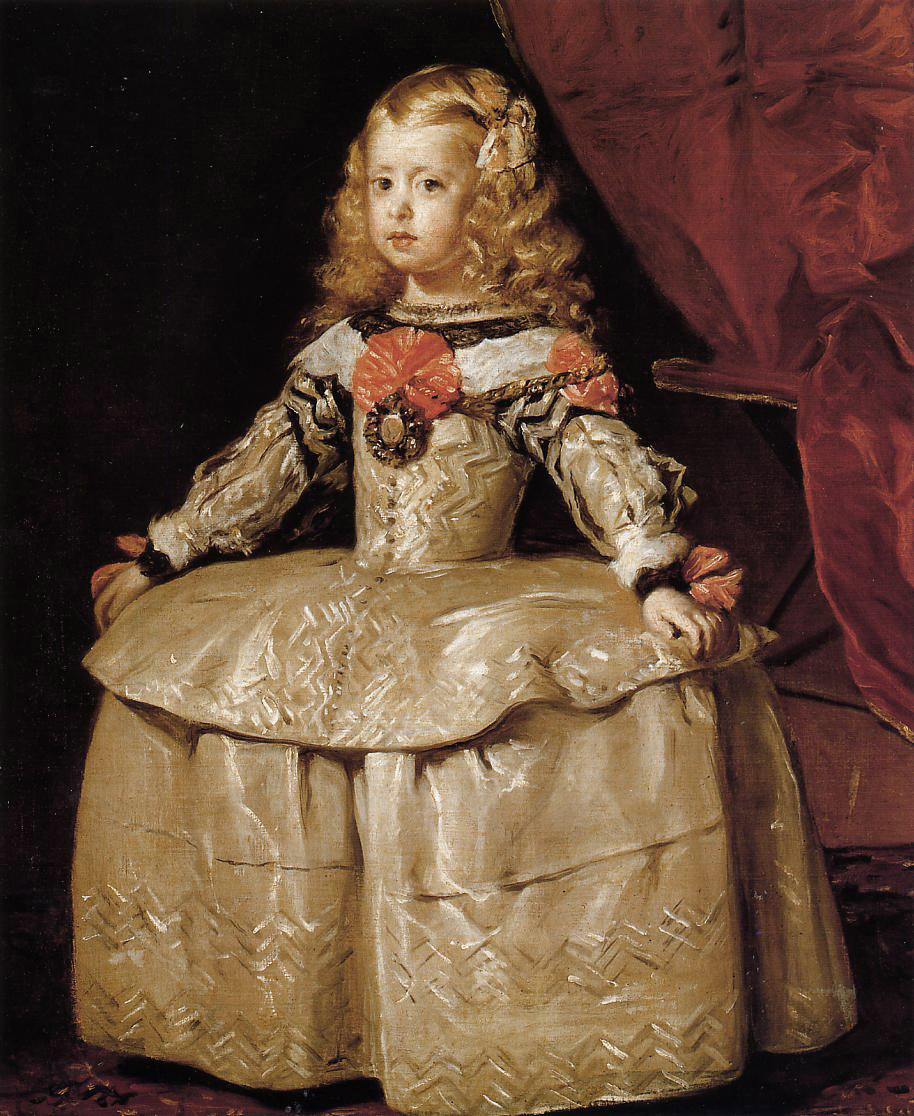
Portret infantki Małgorzaty w wieku pięciu lat, Diego Velazqueza